# Krotkov
Krotkov je priimek več oseb:
- Fjodor Grigorevič Krotkov, sovjetski general
- Gleb Krotkov, rusko-kanadski biolog
- Jurij Vasiljevič Krotkov, ruski dramatik